# Willem Robert (1874-1955)
Willem Robert jr. (Amsterdam, 18 april 1874 – Haarlem, 6 maart 1955) was een Nederlands violist, zanger en (koor-)dirigent.

## Levensloop
Hij, in het geboorteregister opgenomen onder Willem George Frederik Lodewijk Rubbert, was zoon van musicus Willem Robert en Hendrika Antoinette Brouwer. Broers Louis en George Robert werkten ook in de muziek. In september 1952 wijzigde hij zijn geslachtsnaam officieel in Robert (aangetekend 30 oktober 1952). Hij was toen al jaren getrouwd met Anna Sophia Christina Jonker. Hij overleed te Haarlem en werd begraven in Heemstede.
Zijn muziekopleiding startte bij zijn vader en kreeg een vervolg bij Leander Schlegel (viool), Leopold Kramer en Willem Kes (orkestklas). Hij werd in 1894 altviolist bij het Concertgebouworkest van diezelfde Kes. In 1896 schoof hij door naar de positie van violist binnen het orkest en maakte ook nog een periode onder Willem Mengelberg mee. Tegelijkertijd was hij tussen 1896 en 1903 violist in het Robert Strijkkwartet bestaande uit Willem Robert sr., Willem Robert jr., Jan Tak en Theodorus Cornelis de Maaré. Vanaf 1901 tot 1907 was hij dirigent van het koor "Amstels werkman", dat diverse prijzen in de wacht sleepte bij zang/koorwedstrijden. Dit werd vanaf 1903 aangevuld door zanglessen tot bas bij Cornélie van Zanten. In 1907 pakte hij zijn biezen en ging werken in Tilburg om er te zingen en dirigeren bij Tilburgse Koninklijke mannenkoor "Souvenir des Montagnards", dat hem bij een concert in Haarlem had horen zingen. Hij werd er leraar in solozang, viool, kamermuziek en was er concertzanger. In Tilburg richtte hij ook het "Tilburgsch Strijkkwartet" op als ook een gemengd zangkoor dat uitgroeide tot 125 leden. Hij was docent aan de muziekscholen in Tilburg en Breda. In die laatste stad gaf hij vanaf 1908 tot 1916 leiding aan het mannenkoor Caecilia, dat in 1917 opging in het Breda’s mannenkoor; hij bleef er dirigent tot 1947. Vanaf 1919, jaar van oprichting, was hij dirigent van het orkest Smetana. In Tilburg was hij ook enige tijd directeur van de muziekschool van de Maatschappij tot Bevordering der Toonkunst. In 1949 vestigde het gezin zich in Haarlem en trok Willem Robert zich terug uit het muziekleven. Hij gaf in rusthuis "Spaar en Hout" waar het echtpaar verbleef nog wel huisconcerten.